# Henry Shaw (Politiker)
Henry Shaw (* 1788 bei Putney, Vermont; † 17. Oktober 1857 in Peekskill, New York) war ein US-amerikanischer Politiker. Zwischen 1817 und 1821 vertrat er den Bundesstaat Massachusetts im US-Repräsentantenhaus.

## Werdegang
Henry Shaw besuchte die öffentlichen Schulen seiner Heimat. Nach einem anschließenden Jurastudium und seiner Zulassung als Rechtsanwalt begann er ab 1810 in Albany (New York) in diesem Beruf zu arbeiten. Im Jahr 1813 zog er nach Lanesboro in Massachusetts. Politisch schloss er sich der Demokratisch-Republikanischen Partei an. Bei den Kongresswahlen des Jahres 1816 wurde Shaw im siebten Wahlbezirk von Massachusetts in das US-Repräsentantenhaus in Washington, D.C. gewählt, wo er am 4. März 1817 die Nachfolge von John W. Hulbert antrat. Nach einer Wiederwahl konnte er bis zum 3. März 1821 zwei Legislaturperioden im Kongress absolvieren. Im Jahr 1820 wurde er von seiner Partei nicht mehr zur Wiederwahl nominiert.
Zwischen 1824 und 1830 sowie im Jahr 1833 war Shaw Abgeordneter im Repräsentantenhaus von Massachusetts; 1835 gehörte er dem Staatssenat an. Im Jahr 1845 kandidierte er erfolglos für das Amt des Gouverneurs von Massachusetts. Drei Jahre später zog er nach New York City, wo er im Jahr 1849 Mitglied im Bildungsausschuss wurde. In den Jahren 1850 und 1851 saß er Stadtrat von New York; 1853 wurde er in die New York State Assembly gewählt. Seit 1854 lebte Henry Shaw in Newburgh. Er starb am 17. Oktober 1857 in Peekskill.